# Sanrawat Dechmitr
Sanrawat Dechmitr (taj. สรรวัชญ์ เดชมิตร, ur. 3 sierpnia 1989 w Samut Prakan) – tajski piłkarz grający na pozycji ofensywnego pomocnika. Od 2014 roku jest zawodnikiem klubu Bangkok United FC.

## Życiorys

### Kariera piłkarska
Swoją karierę piłkarską Dechmitr rozpoczął w Singapurze, w klubie Tampines Rovers. 2 lipca 2009 zadebiutował w nim w S-League w wygranym 2:0 domowym meczu z Super Reds FC. W Tampines Rovers grał do końca sezonu 2009 i wywalczył z nim mistrzostwo Singapuru. W 2010 roku wrócił do Tajlandii i przez trzy sezony bronił barw Bangkok Glass FC.
W 2013 roku Dechmitr trafił do BEC Tero Sasana FC. Zadebiutował w nim 2 marca 2013 w zremisowanym 2:2 domowym spotkaniu z Chonburi FC. Grał w nim przez rok.
W 2014 roku Dechmitr przeszedł do Bangkok United FC. Swój debiut w nim zaliczył 23 lutego 2014 w przegranym 1:2 wyjazdowym meczu z Army United FC. W 2014 roku zdobył Puchar Tajlandii, a w sezonach 2016 i 2018 wywalczył wicemistrzostwo kraju.

### Kariera reprezentacyjna
W reprezentacji Tajlandii Dechmitr zadebiutował 11 sierpnia 2010 w wygranym 1:0 towarzyskim meczu z Singapurem. W 2019 roku powołano go do kadry na Puchar Azji.

## Statystyki

### Klubowe
Stan na 26 października 2019
| Sezon | Klub               | Kraj      | Rozgrywki      | Mecze | Gole |
| ----- | ------------------ | --------- | -------------- | ----- | ---- |
| 2009  | Tampines Rovers    | Singapur  | S-League       | 7     | 0    |
| 2010  | Bangkok Glass FC   | Tajlandia | Premier League | ?     | ?    |
| 2011  | Bangkok Glass FC   | Tajlandia | Premier League | ?     | ?    |
| 2012  | Bangkok Glass FC   | Tajlandia | Premier League | ?     | ?    |
| 2013  | BEC Tero Sasana FC | Tajlandia | Premier League | 26    | 6    |
| 2014  | Bangkok United FC  | Tajlandia | Premier League | 20    | 1    |
| 2015  | Bangkok United FC  | Tajlandia | Premier League | 28    | 2    |
| 2016  | Bangkok United FC  | Tajlandia | Premier League | 29    | 4    |
| 2017  | Bangkok United FC  | Tajlandia | Premier League | 32    | 4    |
| 2018  | Bangkok United FC  | Tajlandia | Premier League | 32    | 2    |
| 2019  | Bangkok United FC  | Tajlandia | Premier League | 17    | 4    |